# Sędzisław (gromada)
Sędzisław – dawna gromada, czyli najmniejsza jednostka podziału terytorialnego Polskiej Rzeczypospolitej Ludowej w latach 1954–1972.
Gromady, z gromadzkimi radami narodowymi (GRN) jako organami władzy najniższego stopnia na wsi, funkcjonowały od reformy reorganizującej administrację wiejską przeprowadzonej jesienią 1954 do momentu ich zniesienia z dniem 1 stycznia 1973, tym samym wypierając organizację gminną w latach 1954–1972.
Gromadę Sędzisław z siedzibą GRN w Sędzisławiu utworzono – jako jedną z 8759 gromad na obszarze Polski – w powiecie kamiennogórskim w woj. wrocławskim, na mocy uchwały nr 16/54 WRN we Wrocławiu z dnia 2 października 1954. W skład jednostki weszły obszary dotychczasowych gromad: Sędzisław, Ptaszków i Dębrznik ze zniesionej gminy Sędzisław w powiecie kamiennogórskim oraz Gostków ze zniesionej gminy Wierzchosławice w powiecie jaworskim w tymże województwie. Dla gromady ustalono 20 członków gromadzkiej rady narodowej.
Gromada przetrwała do końca 1972 roku, czyli do kolejnej reformy gminnej.